# معاذ الأحمد
معاذ هشام الأحمد لاعب كرة قدم سعودي و يلعب في خط الوسط.

## مسيرة اللاعب
لعب سابقاً في الفئات السنية في نادي الفتح و لعب بعدها مع نادي الروضة ونادي العمران ونادي النجوم.